# San Benito, Filippinerna
San Benito (Bayan ng San Benito) är en kommun i Filippinerna. Kommunen ligger på ön Siargao, nordost om huvudön Mindanao, och tillhör provinsen Surigao del Norte. Folkmängden uppgår till 4 750 invånare.
San Benito är indelat i 6 barangayer.